# Evropska hemijska agencija
Evropska hemijska agencija (engl. European Chemicals Agency, ECHA; /ˈɛkə/ ) je agencija Evropske unije koja upravlja tehničkim, naučnim i administrativnim aspektima implementacije regulacije Evropske unije zvane Registracija, evaluacija, Autorizacija i restrikcija hemikalija (REACH). ECHA je vodeća sila među regulatornim vlastima u implementaciji EU hemijskih legislacija. ECHA pomaže kompanijama da se pridržavaju propisa, unapređuje bezbednu uporabu hemikalija, pruža informacije o hemikalijama i bavi se hemikalijama koje su zabrinjavajuće. Njeno sedište je u Helsinkiju, Finska.
Agencija je na čelu sa izvršnim direktorom Girtom Dancetom, počela sa radom 1 juna 2007.

## Registracija, evaluacija, autorizacija i restrikcija hemikalija (REACH)
REACH regulacija zahteva od kompanija da pruže informacije o opasnostima, rizicima i sigurnoj upotrebi hemijskih supstanci koje proizvode ili uvoze. Kompanije registruju ove informacije sa ECHA i tada su slobodno dostupne na njihovoj veb stranici. Do sada su registrovane hiljade najopasnijih i najčešće korišćenih supstanci. Informacije su tehničke, ali sadrže detalje o uticaju svake hemikalije na ljude i životnu sredinu. To takođe daje evropskim potrošačima pravo da pitaju maloprodajne firme da li roba koju kupuju sadrži opasne materije.

## Spoljašnje veze
- Zvanični veb-sajt